# Копжасар
Копжаса́р (каз. Көпжасар) — село у складі Жангалинського району Західноказахстанської області Казахстану. Адміністративний центр Копжасарського сільського округу.
Населення — 1597 осіб (2021; 1752 у 2009, 1336 у 1999, 1128 у 1989).